# Dune: La casa Harkonnen
Dune: La Casa Harkonnen es una novela de ciencia ficción original de Brian Herbert y Kevin J. Anderson, la segunda en la trilogía Preludio a Dune, preludio ambientado antes de los acontecimientos narrados en la saga de Dune de Frank Herbert. Brian Herbert y Kevin J. Anderson afirman que sus novelas parten de notas dejadas por Frank Herbert antes de su muerte..

## Sinopsis
En el palacio imperial de Kaitain, el Emperador Paddishah Shaddam IV sucede a su envenenado padre en el trono. El proyecto Amal continúa en Ix, renombrada Xuttuh por los tleilaxu que la ocupan con ayuda de las tropas sardaukar encubiertas. El príncipe Rhombur Vernius apoya la resistencia ixiana en su ocupado planeta con el apoyo de su amigo, Leto Atreides.
Éste celebra en Caladan el nacimiento de su primogénito Víctor, y Kailea se resiente de su condición de concubina, conducta promovida por los comentarios de su dama de compañía Chiara, una agente harkonnen. La Bene Gesserit entrega a Jessica al joven Duque Leto con la esperanza de continuar su programa genético. Los celos y la influencia de Chiara llevan a Kailea a organizar un atentado contra su esposo, en el que accidentalmente le acompañan su hijo Víctor, que fallece, y su propio hermano Rhombur, que queda completamente destrozado. Kailea mata a su dama de compañía y a continuación se suicida.
El doctor Wellington Yueh es llamado para realizar las mejoras cibernéticas que permitan sobrevivir y mejorar las condiciones de vida de Rhombur. El amor nace entre Leto y Jessica, que queda embarazada del varón que el duque desea, contraviniendo las directrices de sus superiores Bene Gesserit.
El Barón Vladimir Harkonnen muestras síntomas de una enfermedad degenerativa y decide acudir al doctor Yueh, quien le comunica que no tiene cura, y que la enfermedad ocurrió por contagio sexual con una mujer. El Barón sabe que sólo pudo ser la segunda vez que las Bene Gesserit le obligaron a copular con la Reverenda Madre Gaius Helen Mohiam. Intenta un ataque al planeta central de las Bene Gesserit, pero fracasa miserablemente.
En Arrakis, el joven Liet Kynes sucede a su padre Pardot en las tareas de planetólogo imperial y también en su sueño de ayudar a los fremen en la transformación de su planeta en un lugar más habitable. Por su lado Dama Margot Fenring, Bene Gesserit esposa del consejero imperial Hasimir Fenring, aprovecha la designación de su marido como embajador imperial en Arrakis para investigar la desaparición de otros miembros de la Bene Gesserit, incluida la Reverenda Madre Ramallo, descubriendo que se han integrado en la sociedad fremen, e implantado los mitos de la Missionaria Protectiva en la cultura fremen.

## Referencia bibliográfica
- Brian Herbert, Kevin J. Anderson Dune: La Casa Atreides. Best Seller Debolsillo: Barcelona, 2003. ISBN 978-84-9759-316-8
- Brian Herbert, Kevin J. Anderson Dune: La Casa Harkonnen. Best Seller Debolsillo: Barcelona, 2003. ISBN 978-84-9759-347-2
- Brian Herbert, Kevin J. Anderson Dune: La Casa Corrino. Best Seller Debolsillo: Barcelona, 2004. ISBN 978-84-9793-246-2